# Selección femenina de fútbol del Chad
La selección nacional de fútbol femenina de Chad es un equipo de la Federación Chadiana de Fútbol que representa al país de Chad a nivel internacional en partidos internacionales femeninos. El equipo hasta ahora sólo ha participado en el Campeonato Centroafricano, pero no en la Copa Africana de Naciones Femenina ni en los campeonatos por la Copa Mundial Femenina de Fútbol. El actual entrenador es Galleboui Nagoya Aimée.

## Historia
El equipo jugó su primer partido en el marco de la clasificación para el Torneo Preolímpico Femenino de la CAF de 2020. El partido contra Argelia se perdió 2-0. Tras el empate en el partido de vuelta, el equipo quedó fuera de la clasificación. En la Copa Centroafricana de Naciones de 2020, el equipo empató contra la República Centroafricana, Gabón y Guinea Ecuatorial y perdió contra la República Democrática del Congo. El equipo terminó cuarto en el torneo. En la clasificación para el torneo de fútbol de los Juegos Olímpicos de 2024, Chad perdió ambos partidos contra Etiopía y fue eliminado en la primera ronda de clasificación.
El equipo juega sus partidos como local en el Estadio Polideportivo Idriss Mahamat Ouya. Aquí la ubicación de la selección femenina según el ranking Fifa del 6 de marzo de 2025.

## Torneos

### Copa del Mundo
1991 a 2023 – no participó

### Copa Africana
1991 a 2025 – no participó

### Campeonato de África Central
2020 – Cuarto puesto